# C418
Даніель Розенфельд, відоміший під псевдонімом C418 — німецький музикант, продюсер і звукорежисер, найзнаніший як композитор і саунд-дизайнер Minecraft. Написав і спродюсував тему для Stranger Things та саундтрек до Steam-релізу Cookie Clicker. Він також був діджеєм для американського рок-гурту Anamanaguchi.

## Життя і кар'єра
Розенфельд народився у Східній Німеччині в 1989 році, у сім'ї німця, який народився у Радянському Союзі, та який працював ювеліром, і матері-німкені. Він навчився створювати музику на ранніх версіях Schism Tracker (популярний клон Impulse Tracker) та Ableton Live на початку 2000-х років, які на той час були рудиментарними інструментами. Саме його брат, Гаррі Розенфельд, познайомив його з музикою за допомогою Ableton Live, коментуючи, що «навіть ідіот» може успішно створювати музику за допомогою цього інструменту. Його брат також був відомий під псевдонімом C818, з якого він вибрав ім'я C418, стверджуючи, що «це ім'я дуже загадкове і насправді нічого не означає».

### 2002-2009: Початок кар'єри
Після того, як брат Розенфельда познайомив його з музичним продюсуванням, Даніель почав викладати музику на Bandcamp після того, як Денні Барановський запропонував викладати свою музику на цьому сайті.
У 2007 році Розенфельд почав вести блог під назвою «Blödsinn am Mittwoch» (з нім. «Дурниці в середу»), де щотижня публікував нову пісню. Приблизно в той же час він зацікавився розробкою ігор та аудіо, що призвело до того, що він приєднався до форуму розробників інді-ігор TIGSource, де він почав співпрацювати з численними меншими іграми та розробниками ігор (зокрема, Розенфельд неофіційно випустив саундтреки до ігор Zombie Dog in Crazyland та Mubbly Tower на своєму сайті та в старому блозі). Пізніше Розенфельд почав створювати альбоми і випускати їх у блозі, а також на Bandcamp, як хобі.
Його першим релізом став EP BPS 2007 року, а незабаром після цього, у 2008 році, він кинув собі виклик зробити студійний альбом якомога швидше, заради розваги, надаючи перевагу кількості над якістю, The Whatever Director's Cut вийшов в його блозі під номером BAM #30 і на його Bandcamp, де він був доступний до тих пір, поки не був видалений у 2013 році, через неприязнь Розенфельда до альбому.
Також у 2008 році Розенфельд випустив Mixes, 25-хвилинне попурі, що містить ремікси на пісні, раніше опубліковані в блозі, також вийшли EP Sine і його другий студійний альбом Zweitonegoismus, альбом виражав його почуття від роботи на конвеєрному заводі. Розенфельд показав альбом своїм колегам перед його випуском, і вони запитали, «якого біса [він] досі там працює».

### 2009-2013: Minecraft, робота композитором-фрілансером
На початку 2009 року Розенфельд почав співпрацювати з творцем Minecraft Маркусом Перссоном через інтернет-форум під назвою TIGSource. Розенфельд відповідав за звукові ефекти та музику в незавершеній відеогрі Перссона Minecraft. Звуковий движок ще молодої Java-гри був не дуже потужним, тому Розенфельду довелося творчо підійти до створення звукових ефектів і музики.
У січні 2010 року вийшов четвертий студійний альбом A Cobblers Tee Thug, спільна робота з другом Розенфельда Сонеманном. Він був створений за кілька днів, які вони провели разом на Новий рік, і вони кинули один одному виклик, заради розваги, записати повноформатний альбом разом у ті дні.
Альбом Circle вийшов у березні 2010 року, спочатку створений у 2008 році, він був задуманий як саундтрек до невиданої інді-гри з тією ж назвою, створеної невідомим розробником.
У серпні 2010 року Розенфельд випустив альбом Life Changing Moments Seem Minor in Pictures. Альбом був записаний, коли Розенфельд все ще проживав у Німеччині, і на момент випуску альбому Розенфельд був запрошений на військову службу після того, як звільнився з роботи, натомість він займався іншими справами. Альбом також містить оригінальний саундтрек до гри Ezo, яку Розенфельд самостійно розробив для Ludum Dare.
У 2011 році на Bandcamp вийшла серія компіляцій з піснями з різних проєктів, в тому числі Little Things, I Forgot Something, Didn't I. (бі-сайд до 72 Minutes of Fame) і Seven Years of Server Data.
Працюючи над Minecraft як митець-фрілансер, Розенфельд не був співробітником Mojang Studios, компанії, що стоїть за Minecraft. Розенфельд досі володіє правами на всю свою музику в грі і випустив два альбоми з піснями з саундтреку Minecraft. Перший саундтрек, Minecraft - Volume Alpha, вийшов в цифровому вигляді 4 березня 2011 року на його сторінці Bandcamp.
Пізніше того ж року, коли гра Minecraft стала доступною для широкого загалу в ранньому доступі, вона швидко стала популярною. Розенфельд, який до цього моменту працював на конвеєрі, тепер міг займатися музикою як основним джерелом доходу. Це надихнуло його на створення студійного альбому 72 Minutes of Fame 2011 року. Зміст цього альбому здебільшого обертається навколо цього визначального моменту в житті Розенфельда. Цей альбом став першою роботою Розенфельда, яка була видана (обмеженим) тиражем. Видання The Guardian порівняло його композиції з роботами Браяна Іно та Еріка Саті через їхню мінімалістичну, ембієнтну якість.
Майже через півроку почали знімання документального фільму про розробку Minecraft під назвою Minecraft: Історія Mojang. Розенфельда попросили створити саундтрек до цього документального фільму, який увійшов до його альбому 2012 року One.

### 2013-2016: Minecraft - Volume Beta, 0x10c та інші незалежні проєкти
9 листопада 2013 року Розенфельд випустив другий альбом офіційного саундтреку до Minecraft під назвою Minecraft - Volume Beta. Багато з нових пісень були присвячені особливостям гри, яких не було під час створення першої партії музики, наприклад, Незер або Енд. 2020 року саундтрек вийшов у фізичному форматі на Ghostly International, а також вийшли перевидання фізичних релізів Minecraft - Volume Alpha. Релізи Volume Beta складалися з подвійного CD видання альбому, вінілової платівки, яка випускалася в чорному і червоному кольорі «вогняних» бризок, і обмеженого тиражу вінілу, надрукованого на пурпуровому напівпрозорому матеріалі, який спочатку був ексклюзивом для Європи, але пізніше був перевиданий на міжнародному рівні.
Перссон і Розенфельд знову працювали разом після успіху Minecraft над створенням нової гри під назвою 0x10c. Гра так і не вийшла, оскільки Перссон зупинив виробництво на невизначений термін у серпні 2013 року.
У 2014 році Розенфельд випустив міні-альбом із музикою, створеною для 0x10c. Він вийшов у цифровому форматі без особливого розголосу; Розенфельд просто надіслав твіт про те, що він доступний.
У 2015 році Розенфельд випустив 148, який, як і 72 Minutes of Fame, містив значну кількість особистого контенту, хоча й трохи більше прихованого під текстами та ефектами.
Пізніше того ж року саундтрек Minecraft - Volume Alpha вийшов на фізичному форматі на лейблі Ghostly International. Цей реліз складався зі звичайного видання альбому на CD, вінілового видання, яке йшло з кодом для цифрової копії альбому, та обмеженого видання альбому, надрукованого на зеленому напівпрозорому вінілі.
Того ж року Розенфельд натякнув на потенційний майбутній третій альбом для саундтреку Minecraft, заявивши: «Я все ще буду працювати над Minecraft, так що, ймовірно, буде ще один альбом». 2017 року Розенфельд підтвердив майбутній реліз, заявивши, що «альбом все ще далекий від завершення».

### 2016-2021: 2 Years of Failure та подальша незалежна музика
У 2016 році Розенфельд випустив 2 Years of Failure, ексклюзивний альбом-компіляцію на Bandcamp, що складається з музики, створеної для невдалих проєктів або пісень, які не могли більше нікуди вписатися. Кілька пісень у цьому альбомі були створені для закинутої гри, яку Розенфельд описав як «...японську гру з обміну пазлами...». Цей альбом також містить оригінальний саундтрек до гри Crayon Physics. Найголовніше, що цей альбом містить ремікс C418 на пісню Stranger Things, яка мала приголомшливу популярність у 2018 році. Це була найпопулярніша пісня на персональній сторінці Розенфельда на SoundCloud, поки її не видалили разом з кількома іншими треками через прострочену підписку на SoundCloud Pro.
Випустив Dief у 2017 році. Пісні цього альбому були створені та використані як саундтрек до інформативної доповіді Тедді Діфа на Game Developers Conference 2017.
Після оновлення Minecraft «Update Aquatic» 2018 року, три нові пісні були додані в гру як підводна музика. Ці пісні - Dragon Fish, Shuniji, Axolotl - Розенфельд випустив відповідно 9 серпня, 10 листопада та 12 грудня 2018 року на Spotify як сингли. Усі вони увійдуть до третього альбому. Розенфельд підтвердив у Twitter, що третій альбом не буде називатися Minecraft: Volume Gamma за зразком 2 попередніх альбомів Minecraft.
20 липня 2018 року Розенфельд анонсував студійний альбом Excursions, випустивши перший сингл Beton. Другий сингл, Thunderbird вийшов 20 серпня 2018 року. Альбом вийшов 7 вересня 2018 року. Кілька треків на Excursions названі на честь кафе в Остіні, штат Техас, де Розенфельд проживає з 2017 року.
Excursions вийшов на CD та лімітованій вініловій платівці лейблом Driftless Recordings у січні 2019 року і був перевиданий у 2021 році на CD та вінілі.
Під час інтерв'ю в січні 2021 року з Ентоні Фантано, на запитання, чи є в роботі потенційна третя частина саундтреку, Розенфельд відповів: «У мене є дещо, я вважаю його закінченим, але все ускладнилося, особливо з огляду на те, що Minecraft тепер є великою власністю. Тому я не знаю».
У травні 2021 року Розенфельд випустив альбом Branching Out. Платівка містить саундтрек до програми для відеоконференцій Branch від Dayton Mills.

### 2021 - дотепер: РемастерLife Changing Moments Seem Minor in Pictures,Ivy RoadтаCookie Clicker
16 червня 2021 року Розенфельд оголосив у Twitter, що його альбом 11-річної давнини Life Changing Moments Seem Minor in Pictures буде перероблено і він вийде на найбільших стрімінгових платформах. До перевидання альбом був доступний лише на Bandcamp.
У липні 2021 року Розенфельд разом із Дейві Вреденом, Карлою Зімонею та Annapurna Interactive оголосили про запуск Ivy Road, ігрової студії, заснованої Вреденом і Зімонею. Студія працює над невідомою грою , для якої Розенфельд пише музику.
Після оголошення про запуск Ivy Road, у серпні 2021 року Розенфельд оголосив, що працював над саундтреком до гри 2013 року Cookie Clicker, яка виходить у Steam. У вересні 2021 року Розенфельд випустив саундтрек.
13 березня 2022 року Розенфельд зіграв діджейський сет разом з Anamanaguchi для їхнього туру Scott Pilgrim vs. The World: The Game Soundtrack.
У серпні 2022 року Northway Games випустила гру I Was a Teenage Exocolonist. Розенфельд та інші колеги-музиканти співпрацювали у створенні саундтреку до гри. Його внеском стала композиція Quiet.

## Дискографія
- 2010 — Life Changing Moments Seem Minor in Pictures
- 2011 — Minecraft – Volume Alpha
- 2011 — 72 Minutes of Fame
- 2012 — One
- 2013 — Minecraft – Volume Beta
- 2015 — 148
- 2017 — Dief
- 2018 — Excursions

## Фільмографія
- 2012 — Minecraft: The Story of Mojang
- 2017 — Beyond Stranger Things